# Oryx
Ne doit pas être confondu avec Tragelaphus oryx.
Genre
Les oryx forment un genre (Oryx) d'antilopes de la famille des Bovidae. Ils sont répandus en Afrique surtout dans la savane, ainsi que dans la péninsule arabique, où ils ont disparu avant d'être réintroduits. Les oryx portent typiquement des cornes longues et droites, pointant vers l'arrière.

## Description
Les oryx se reconnaissent à leurs cornes longues, minces et droites, à leur crinière relativement courte, à leur bosse sur l’épaule et à leurs gros sabots. Leur robe est fine, blanche et porte des marques noires, grises et/ou brunes. Les deux sexes portent des cornes. Ils ont une hauteur au garrot de 81 à 120 cm et une masse corporelle de 65 à 200 kg. Leurs cornes mesurent entre 38 et 127 cm.

## Systématique

### Étymologie
Le substantif masculin « oryx » est un emprunt — par l'intermédiaire du latin oryx, « gazelle » — au grec ancien, ὄρυξ / órux, de même sens. Le nom du genre, Oryx, remonte probablement à Hérodote, qui décrit une antilope de Libye en l’appelant « Oryx ». Ce nom semble un dérivé du verbe oryssoo ou oryttoo qui signifie creuser. L’oryx d’Arabie creuse des fosses dans le sable pour se reposer plus au frais. L’« Oryx » libyen dont parle Hérodote était peut-être un oryx algazelle, mais il pouvait s’agir aussi d’addax de la même région.

### Liste des espèces
Quatre espèces sont actuellement reconnues :
- Oryx gazella (Linnaeus, 1758) — Oryx gazelle ou Gemsbok ;
- Oryx leucoryx (Pallas, 1777) — Oryx d'Arabie ou Oryx blanc ;
- Oryx dammah (Cretzschmar, 1827) — Oryx algazelle ou Oryx de Libye ;
- Oryx beisa (Rüppell, 1835) — Oryx beïsa ou Oryx d'Afrique de l'Est.

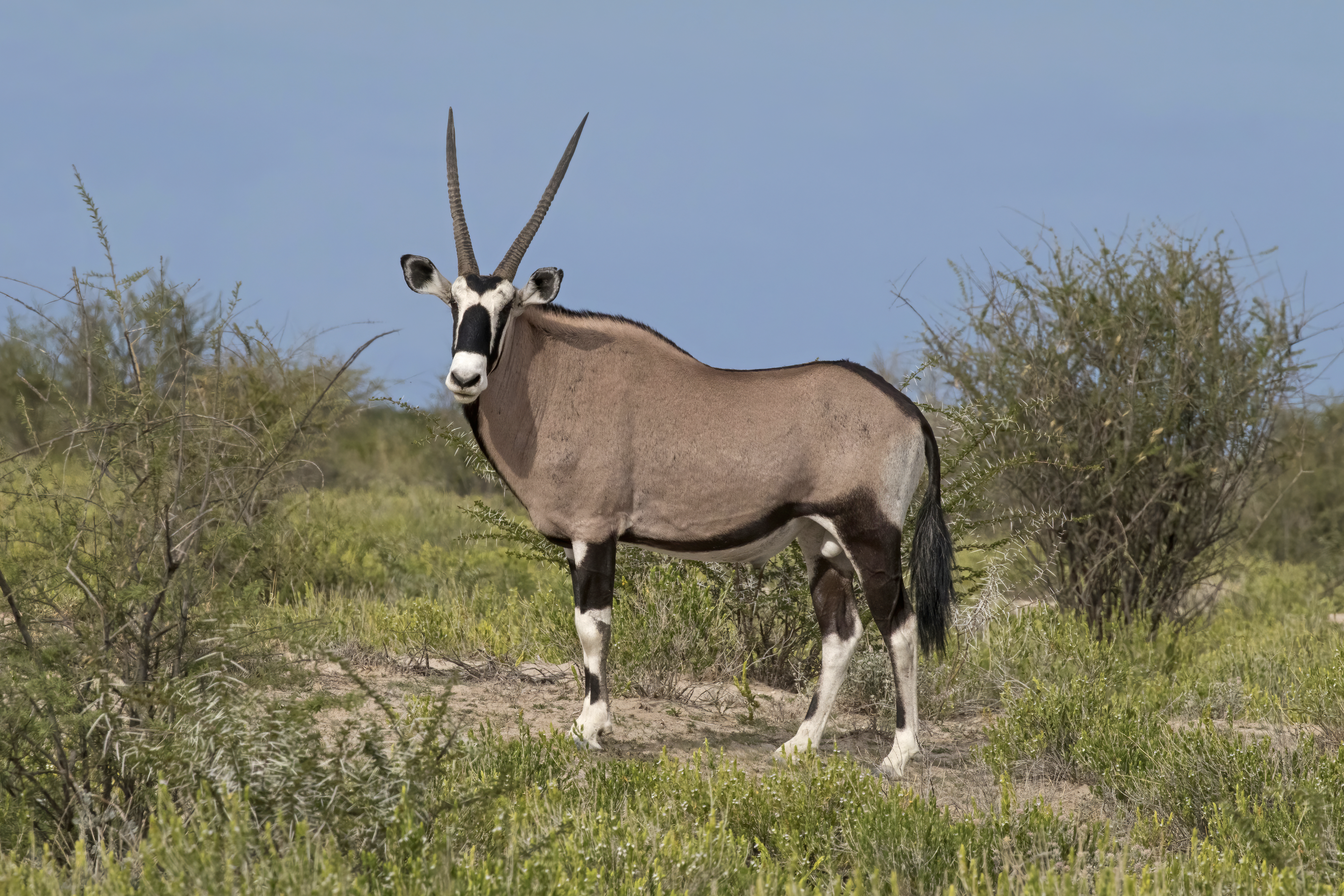
Gemsbok (mâle) au parc national d'Etosha en Namibie.
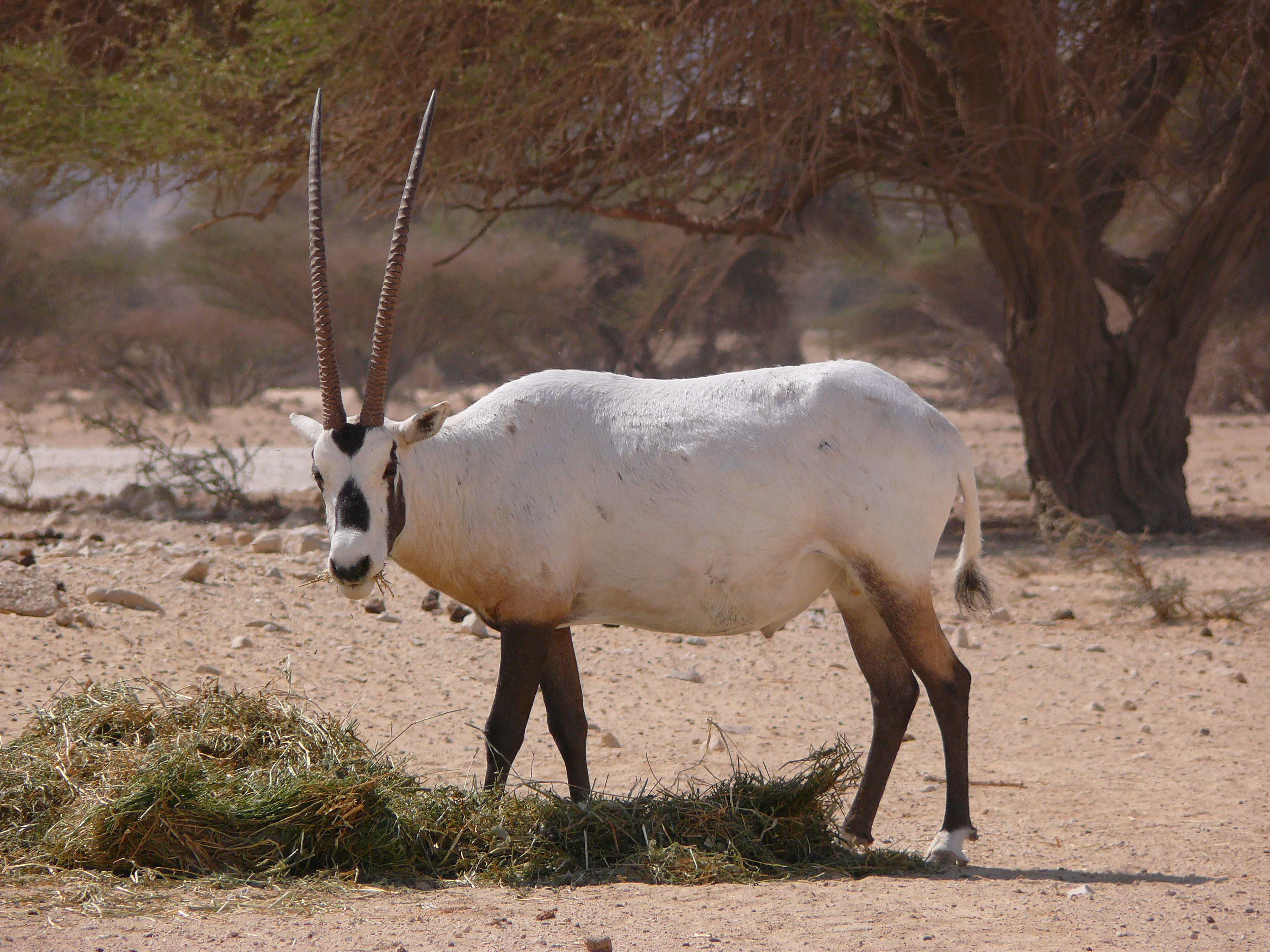
Oryx d'Arabie dans la réserve de Hai Bar en Israël.
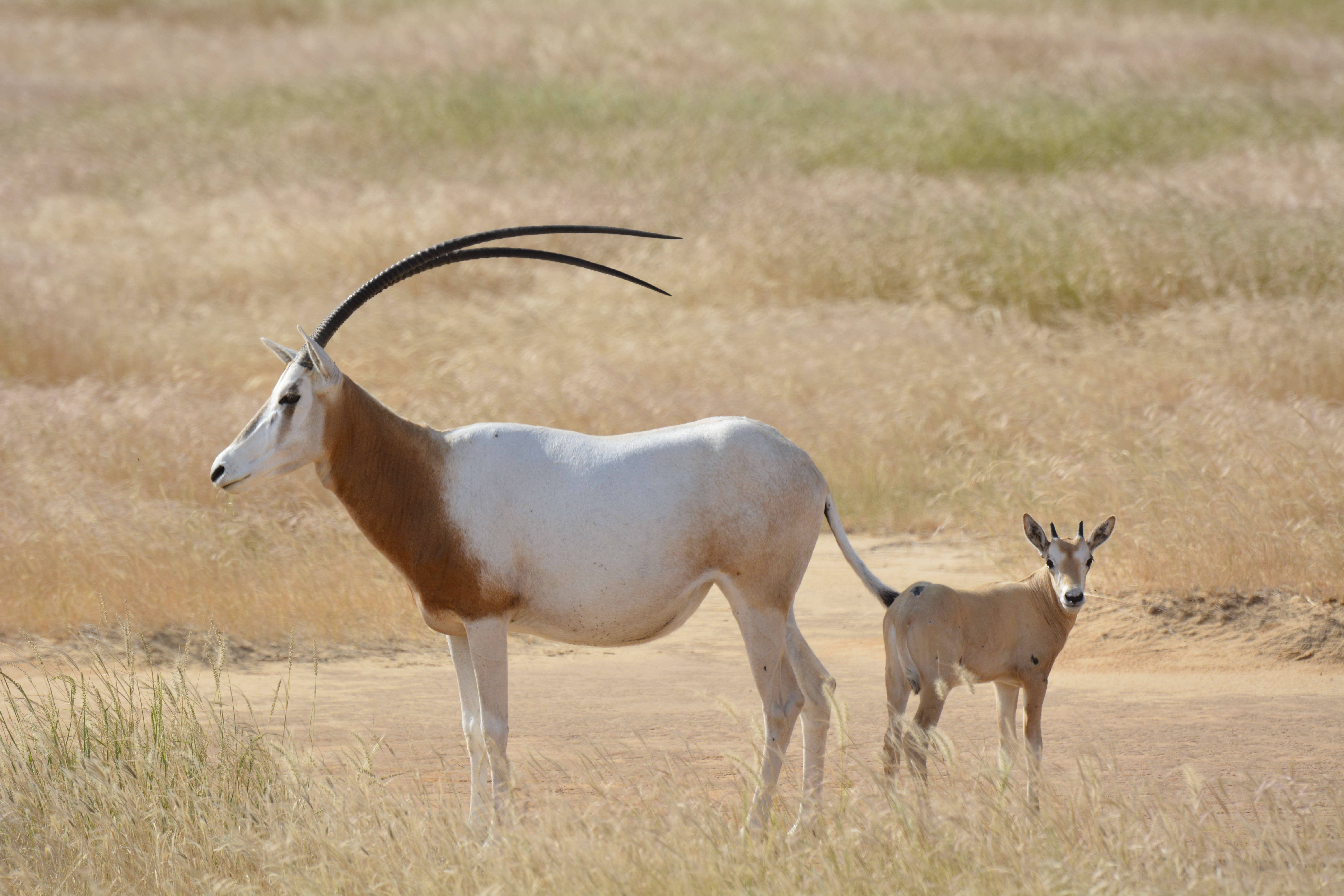
Oryx algazelle (femelle et juvénile) au Tchad.
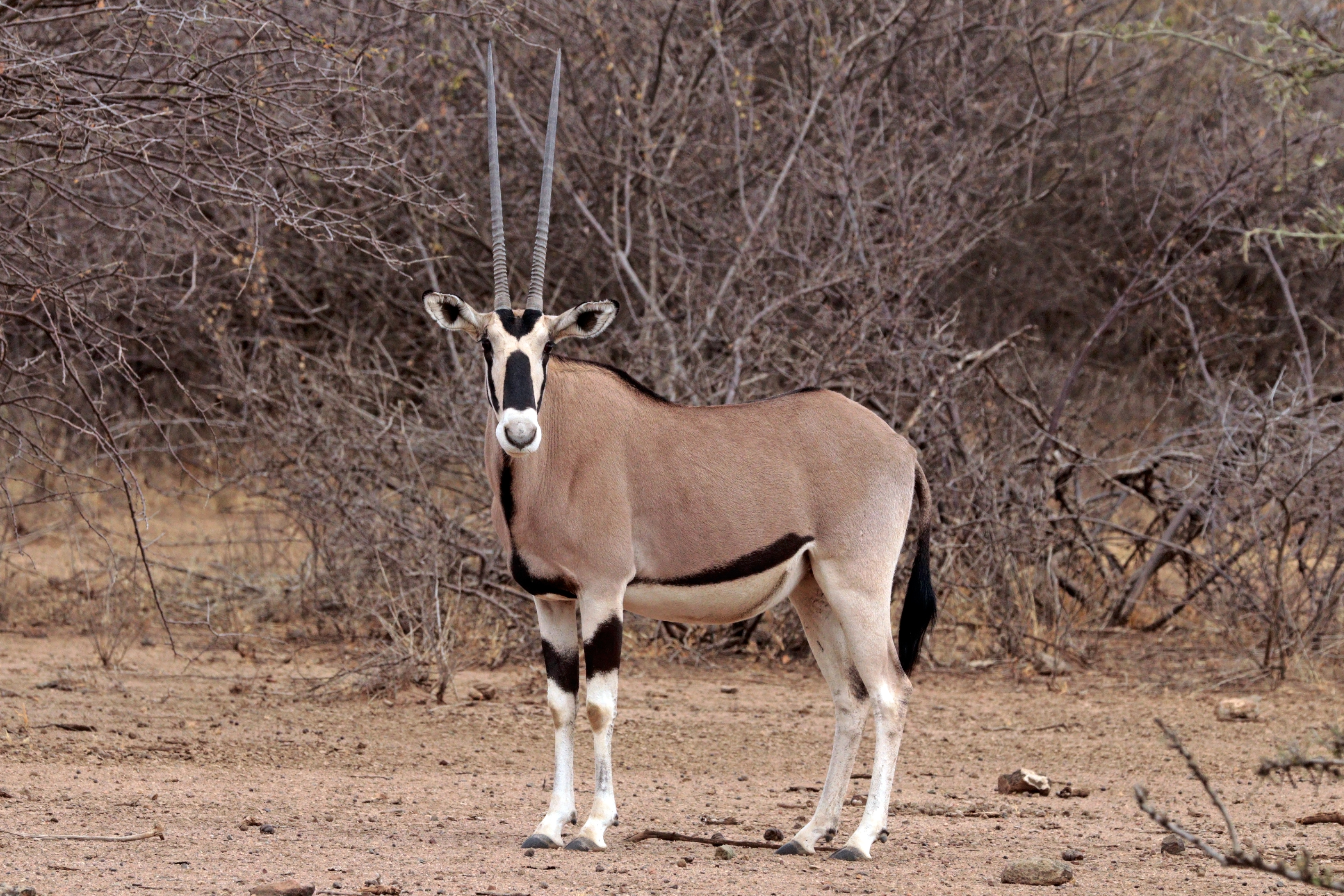
Oryx beïsa (femelle) au parc national de l'Awash en Éthiopie.

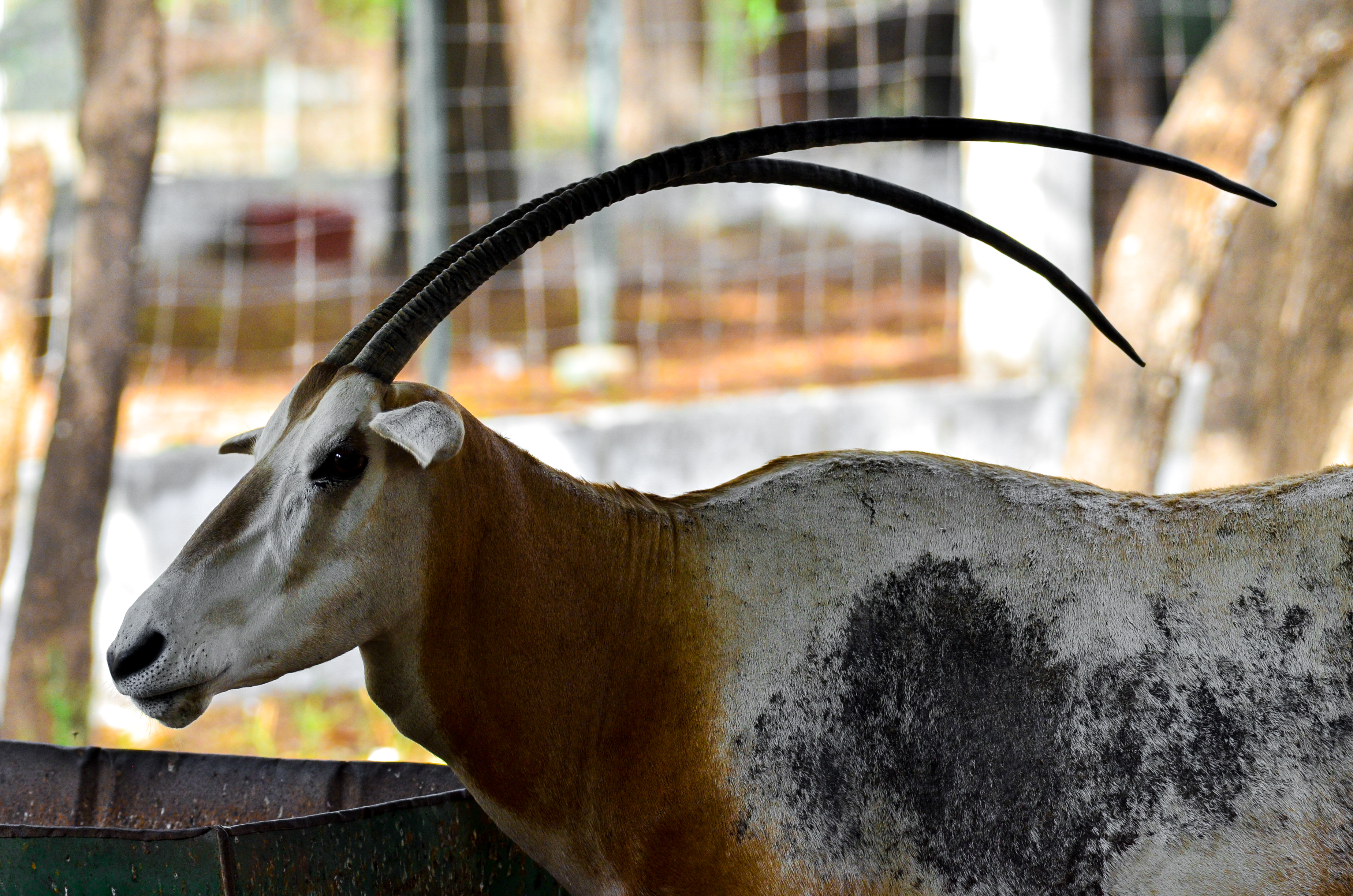
Parc Forestier et Zoologique de Hann, Sénégal.

## Biologie
Bien adaptés à la vie dans le désert, les oryx sont capables de se passer d’eau pendant une assez longue période de temps et peuvent supporter une forte augmentation de leur température corporelle. Aux moments les plus chauds de la journée, ils cherchent à s’abriter dans les rares coins à l’ombre.

## Menaces et conservation
En déclin à la fin du xxe siècle, l'animal n'est plus menacé. Au contraire, les efforts de préservation ont si bien porté leurs fruits que l'oryx entre désormais en concurrence avec le bétail domestique pour l'accès aux pâturages et aux points d'eau.